# Because I Love You (The Postman Song)
Because I Love You (The Postman Song), conosciuto anche semplicemente come Because I Love You  o come The Postman Song, è un singolo del cantante statunitense Stevie B pubblicato nel 1990 ed estratto dall'album Best of Stevie B. Autore del brano Because I Love You (The Postman Song) è Warren Allen Brooks.
Il singolo raggiunse il primo posto delle classifiche negli Stati Uniti e il secondo in Belgio e nei Paesi Bassi e rappresentò la prima hit per l'etichetta discografica newyorkese LMR.

## Descrizione

### Storia
Negli Stati Uniti, il disco rimase per quattro settimane in vetta alle classifiche nel dicembre del 1990.

### Testo
(ritornello del brano)
Il protagonista riceve una lettera dalla persona amata (da qui il sottotitolo "The Postman Song") e decide così di scriverle una canzone d'amore, per farle comprendere i suoi veri sentimenti.

## Tracce
7"
1. Because I Love You (The Postman Song) (Radio Edit) – 3:46
2. Love Me for Life (Radio Edit) – 3:06

CD
1. Because I Love You (The Postman Song) (Radio Edit) – 3:46
2. Love Me for Life – 3:06
3. Because I Love You (The Postman Song) – 5:00
4. Love Me for Life – 5:16

## Classifiche

### Classifiche settimanali
| Classifica    | Posizione massima | Nr. di settimane |
| ------------- | ----------------- | ---------------- |
| Australia     | 8                 | 14               |
| Belgio        | 2                 | 15               |
| Francia       | 8                 | 18               |
| Germania      | 8                 | 25               |
| Norvegia      | 4                 | 11               |
| Nuova Zelanda | 9                 | 12               |
| Paesi Bassi   | 2                 | 16               |
| Regno Unito   | 6                 |                  |
| Svezia        | 4                 | 8                |
| Svizzera      | 22                | 7                |
| Stati Uniti   | 1                 |                  |

### Classifiche di tutti i tempi
| Classifica (1958-2021) | Posizione |
| ---------------------- | --------- |
| Stati Uniti            | 79        |

## Cover
Tra gli artisti che hanno inciso una cover del brano, figurano (in ordine alfabetico):
- Groove Coverage (2007; con il titolo Because I Love You)
- Ray Horton (con il titolo Because I Love You)
- Mark 'Oh Meets Digital Rockers (con il titolo Because I Love You)

### La cover dei Groove Coverage
Una cover del brano fu realizzata dal gruppo dance tedesco Groove Coverage nel 2007 e pubblicata come singolo su etichetta Zeitgeist.

#### Tracce
CD singolo
1. Because I Love You (Single Version)
2. Because I Love You (Club Mix) – 5:23